# بند و بست گرم‌آباد
بند و بست گرم آباد مربوط به دوره ساسانیان است و در شهرستان مرودشت، بخش مرکزی، دهستان رودبال، ۱ کیلومتری جنوب روستای گرم آباد واقع شده و این اثر در تاریخ ۳۰ بهمن ۱۳۸۶ با شمارهٔ ثبت ۲۰۸۸۷ به‌عنوان یکی از آثار ملی ایران به ثبت رسیده است.